# لی شی یون
لی شی یون (به انگلیسی: Lee Si-yeon) (زاده ۲۴ ژوئیهٔ ۱۹۸۰) بازیگر و مدل اهل کره جنوبی است.
او یک زن ترنس است.